# Stein (Saint-Gall)
Pour les articles homonymes, voir Stein.
Stein est une localité et une ancienne commune suisse du canton de Saint-Gall, située dans la circonscription électorale de Toggenburg. 

## Histoire

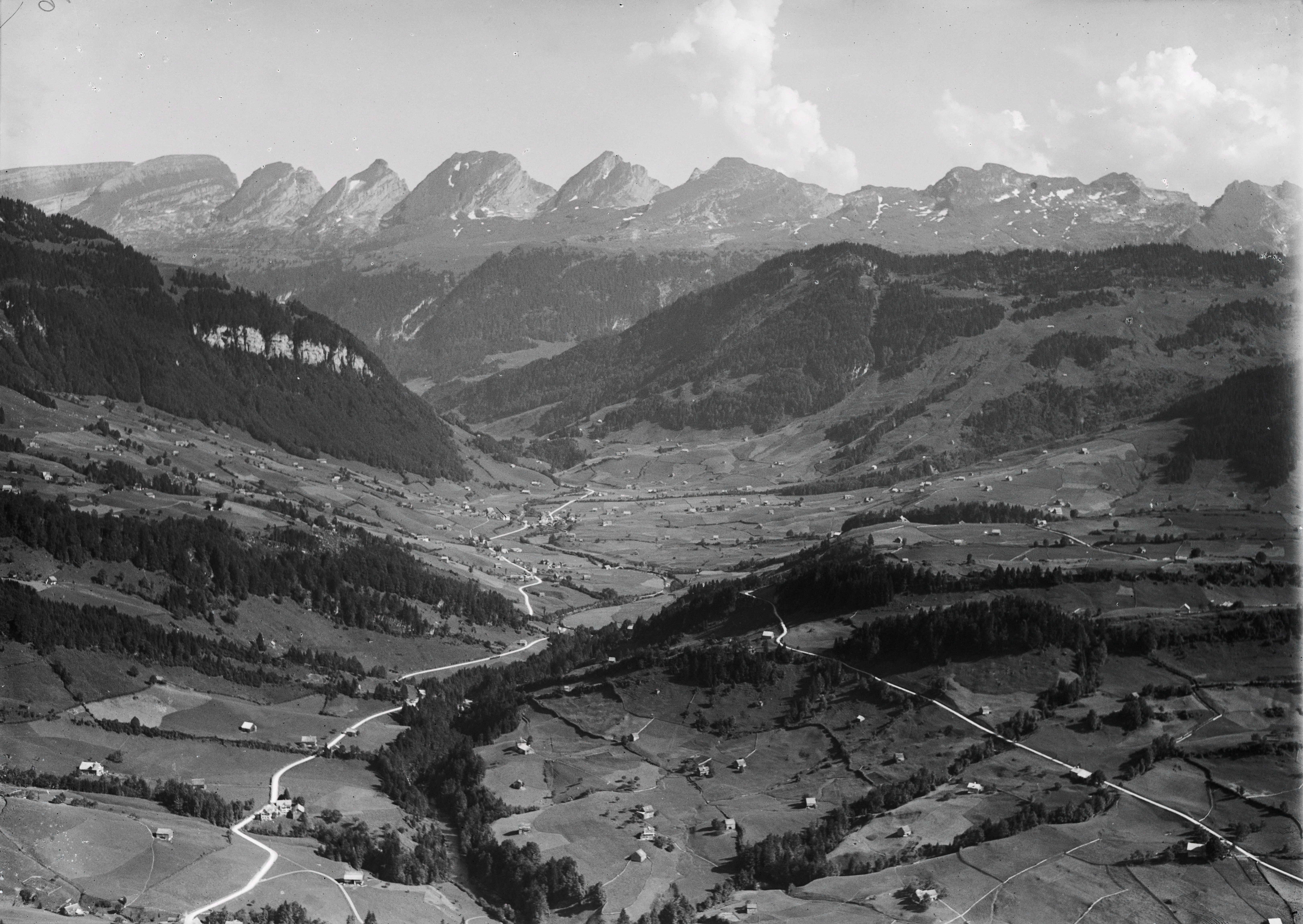
Photo aérienne par Walter Mittelholzer (1919)

Le village tire son nom du château de Starkenstein, aujourd'hui en ruine, qui s'y trouve. Il passe successivement entre les mains des comtes de Toggenbourg, puis, dès 1180 entre celles de l'abbaye d'Alt Sankt Johann qui sera incorporée à celle de Saint-Gall en 1555. À la création du canton de Saint-Gall en 1803, le village est intégré à la commune d'Alt Sankt Johann, avant d'être érigé en commune en 1833. 
La commune a fusionné, le 1er janvier 2013, avec Nesslau-Krummenau pour former la commune de Nesslau.